# Мале Болинтово
Мале Болинтово (рос. Малое Болынтово) — присілок в Дзержинському районі Калузької області Російської Федерації.
Населення становить 7 осіб. Входить до складу муніципального утворення Присілок Карцово.

## Історія
Від 2004 року входить до складу муніципального утворення Присілок Карцово.

## Населення
| 2002 | 2010 |
| ---- | ---- |
| 3    | ↗7   |